# Jose-Andrei Rostas
Jose-Andrei Rostas (* 23. August 2008) ist ein rumänischer Fußballspieler.

## Karriere
Rostas wechselte im September 2022 nach Österreich in die Jugend der Kapfenberger SV. Ab der Saison 2023/24 spielte er im neu geschaffenen NWZ der Kapfenberger. Im Juli 2025 stand er gegen den SV Dinamo Helfort erstmals im Profikader Kapfenbergs, kam aber noch nicht zum Einsatz. Im August 2025 spielte er anschließend erstmals für die Amateure der Steirer in der fünftklassigen Oberliga.
Im selben Monat folgte dann auch sein Profidebüt in der 2. Liga, als er am dritten Spieltag der Saison 2025/26 gegen den SC Austria Lustenau in der 71. Minute für Maximilian Hofer eingewechselt wurde.